# Maradik
Maradik (ćir.: Марадик, mađ.: Maradék) je naselje u Srijemu, u Vojvodini, u sastavu općine Inđija.

## Stanovništvo
U naselju Maradik živi 2.298 stanovnika, od čega 1.788 punoljetna stanovnika s prosječnom starosti od 39,1 godina (36,9 kod muškaraca i 41,2 kod žena). U naselju ima 771 domaćinstvo, a prosječan broj članova po domaćinstvu je 2,97.
Prema popisu iz 1991. godine u naselju je živjelo 2.120 stanovnika.
| Etnički sastav 2002. |            |        |
| Narod                | Stanovnika | %      |
| Srbi                 | 1.394      | 60,66% |
| Mađari               | 552        | 24,02% |
| Hrvati               | 105        | 4,56%  |
| Jugoslaveni          | 90         | 3,91%  |
| Slovaci              | 14         | 0,60%  |
| Crnogorci            | 13         | 0,56%  |
| Ukrajinci            | 6          | 0,26%  |
| Romi                 | 3          | 0,13%  |
| Nijemci              | 3          | 0,13%  |
| ostali               | 6          | 0,26%  |
| nepoznato            | 12         | 0,52%  |

| broj stanovnika | 2595  | 2766  | 2651  | 2350  | 2255  | 2120  | 2298  |
|                 | 1948. | 1953. | 1961. | 1971. | 1981. | 1991. | 2001. |

## Knjige
- Antun Dević: Župe Beška i Maradik[3]

## Vanjske poveznice
- Karte, udaljenosti i vremenska prognoza
- [neaktivna poveznica]